# Pelargonium carnosum
Pelargonium carnosum är en näveväxtart som först beskrevs av Carl von Linné, och fick sitt nu gällande namn av L'her. och Soland.. Pelargonium carnosum ingår i släktet pelargoner, och familjen näveväxter. Inga underarter finns listade i Catalogue of Life.